# Vittorio Formentano
Vittorio Formentano (Firenze, 31 ottobre 1895 – Cunardo, 1º settembre 1977) è stato un medico italiano, fondatore dell'Associazione Volontari Italiani del Sangue (AVIS), la principale associazione di donatori di sangue italiana, con più di un milione di donatori.

## Biografia

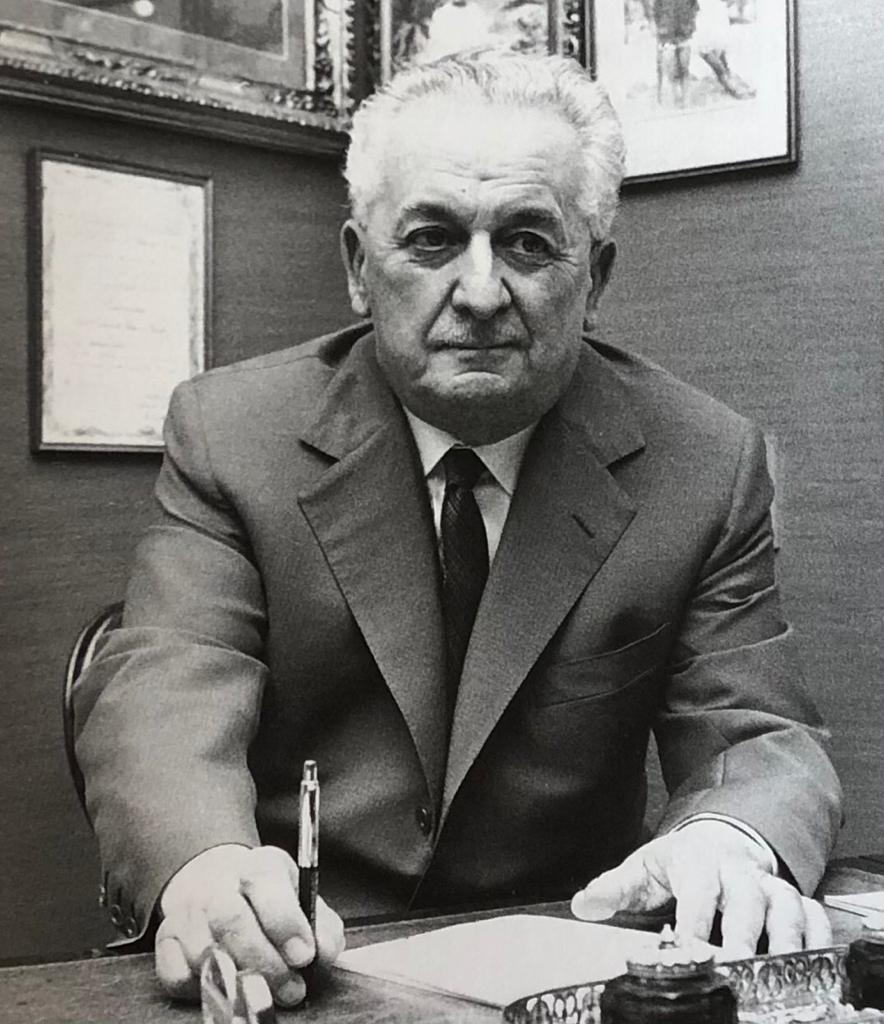
Il fondatore dell'AVIS alla sua scrivania.

Vittorio Formentano nasce a Firenze il 31 ottobre 1895. Trascorre l’infanzia e la giovinezza muovendosi tra diverse città italiane: Pisa, Verona, Catania, Macerata, Perugia, Bologna. Suo padre Alfredo, infatti, è magistrato in carriera e, per motivi legati alla sua professione, deve trasferirsi spesso.
Nella sua famiglia i valori risorgimentali sono ancora una guida imprescindibile e ciò lo porterà a sviluppare un forte senso di giustizia e di impegno sociale: ancora studente liceale a Verona, infatti, Formentano partecipa alla costituzione del Corpo volontari alpini, mentre a Catania, ormai studente universitario, contribuisce alla fondazione del Corpo volontari fucilieri, creato allo scopo di organizzare corsi di tiro a segno per la sorveglianza dei litorali.
Allo scoppio del primo conflitto mondiale, vi prende parte in qualità di sottotenente al battaglione Valtoce del IV Reggimento Alpini di stanza al Montenero, dove riporta una leggera ferita: ragion per cui viene destinato all’addestramento degli alpini sciatori. Nel 1917 interrompe la carriera militare per proseguire gli studi di medicina all’Università di Padova.
Torna al IV Reggimento come sergente di Sanità nel servizio sanitario e nel novembre del 1918 entra in Trento liberata con l’ospedale da campo numero 243, dove opera a beneficio dei feriti. Subito dopo passa all’ospedale di Greis e successivamente all’ospedale di Genova, fino al congedo del 1921, anno in cui può finalmente laurearsi.
Quelli della guerra furono anni di esperienze formative tra gli orrori del conflitto e le sofferenze umane: sei lunghi anni che accentuarono in lui il desiderio di amore, fratellanza e umana compassione.
Dopo la laurea, opera a Voghera, ma ben presto si trasferisce a Milano, dove intraprendendo l’attività professionale di ematologo e influenzato dalla Scuola medica di Pavia cominciò a dare vita ai primi presidii sanitari nel campo dell’emotrasfusione.
Qui apre l’Istituto Ematologico di via della Moscova 18 e con alcuni colleghi dà vita ad un servizio di analisi del sangue e ad un periodico, il Bollettino Ematologico, destinato alla classe medica.
Nel 1926 nel giovane Formentano, in seguito alla morte tragica di una giovane partoriente avvenuta per emorragia, scaturisce la grande idea di fondare un servizio permanente di soccorso basato sulla libera e volontaria donazione del sangue, che costituirà poi quella che oggi è l'Associazione Volontari Italiani del Sangue (AVIS).

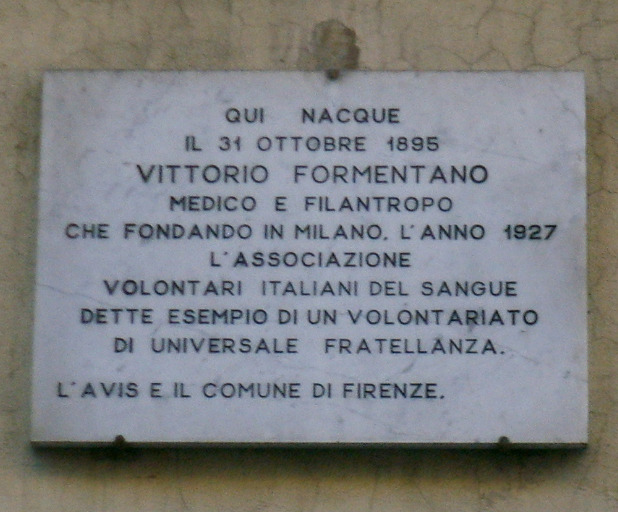
Targa sulla casa natale di Vittorio Formentano a Firenze, in via Sant'Antonino

L'insieme delle caratteristiche dell'uomo Formentano è a fondamento dell'idea dell'AVIS: qualità dell'organizzazione e solidarietà vanno di pari passo e il perno centrale del meccanismo gestionale della trasfusione è sempre il valore della vita umana. Per queste idee, durante la sua vita non si concede tregua: prende parte ad assemblee e congressi, viaggia per il mondo, entra in contatto con personalità di spicco appartenenti a differenti ambiti, dalla politica allo sport, dalla cultura al mondo medico.
Autore di varie pubblicazioni sulla trasfusione del sangue e sull’angiologia, Formentano è anche l’organizzatore del primo e del terzo Congresso scientifico internazionale della trasfusione del sangue. pdf biografie mediche.
Nella sua storia di volontario Formentano, a partire dal 1958, è stato anche Presidente della Federazione Internazionale delle Organizzazioni dei Donatori di Sangue (FIODS).
Per la sua attività e per il suo contributo alla creazione del servizio trasfusionale in Italia, il ministero della Sanità gli ha conferito, nel 1965, la medaglia d’oro al merito della sanità pubblica.
Vittorio Formentano muore il 1º settembre 1977 a Cunardo (VA). Ai suoi funerali prendono parte all'incirca trecento gruppi avisini da tutta Italia e rappresentanze delle associazioni francesi e svizzere.
Da questo momento sono state tantissime le iniziative che ne ricordano la memoria. La sua città natale, Firenze, conserva una targa sulla sua casa di famiglia: qui nacque il 31 ottobre 1895 Vittorio Formentano medico e filantropo che, fondando in Milano, l'anno 1927, l'associazione volontari Italiani del sangue, dette esempio di un volontariato di universale fratellanza. L'Avis e il Comune di Firenze.

## La fondazione Avis
Il primo tentativo di far nascere un'associazione su base volontaria si attua a Milano negli anni Venti.

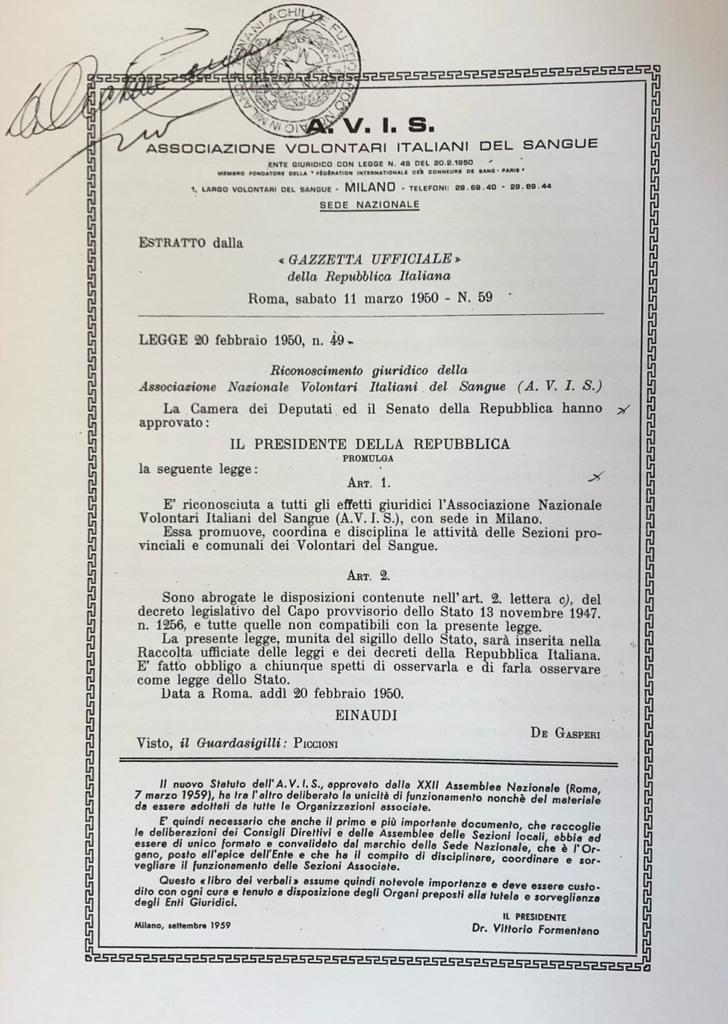
La legge n.49 del 20 febbraio 1950, con cui il Presidente della Repubblica Luigi Einaudi riconosce a tutti gli effetti giuridici l'AVIS Nazionale

In una notte di novembre del 1926, il giovane medico viene chiamato con estrema urgenza al capezzale di una giovane donna partoriente: un'incontenibile emorragia richiede del sangue in fretta. Formentano determina il gruppo sanguigno della donna e lo confronta con quello dei fratelli, i quali si sono offerti di aiutarla. In seguito alla constatazione dell'incompatibilità dei gruppi, la richiesta viene estesa ai parenti che anche in questo caso non risultano compatibili. Intanto però l'emorragia continua e la giovane donna perde la vita. libro
Un fatto che impressiona il giovane medico e lo spinge a creare per la prima volta un gruppo organizzato di donatori volontari, al fine di reperirli rapidamente e effettuare per tempo i controlli preventivi sulla loro salute.
Nel settembre del 1927 Formentano lancia, dalle pagine di un quotidiano del pomeriggio, un appello per la costituzione di un gruppo di donatori. Si presentano in 17 in via della Moscova e approvano la sua proposta sottoponendosi subito agli esami di rito, dando vita al primo gruppo AVIS.
L'associazione si costituisce ufficialmente nel 1929, a Milano. Formentano ha il grande merito di aver dato all'offerta del sangue un valore umanitario ed etico di grande rilievo, richiedendo che la donazione prescinda da ogni considerazione ideologica, discriminazione politica, razziale e religiosa e sia volontaria, anonima e gratuita.
Nel 1930 l'associazione inizia ad espandersi a livello nazionale e nel 1931 Formentano viene nominato Commissario Generale. Nel 1934 viene pubblicato il primo numero del bollettino ufficiale dell'associazione "Il dono del sangue", al fine di divulgare il tema della trasfusione nella classe medica.
Dopo anni di intensa attività, nel 1967 Vittorio Formentano lascia la direzione dell'AVIS. Ai suoi collaboratori e ai donatori scrive con grande rammarico per la decisione presa: La mia rinuncia è dovuta soprattutto al vivissimo desiderio di compiere un atto del quale, con l'immissione di giovani elementi e di entusiasti, può avvantaggiarsi la nostra magnifica e ineguagliabile AVIS.

## Il ruolo determinante di Formentano nel periodo fascista
Nei primi decenni dalla fondazione, l'AVIS deve inevitabilmente fronteggiarsi con il regime fascista.

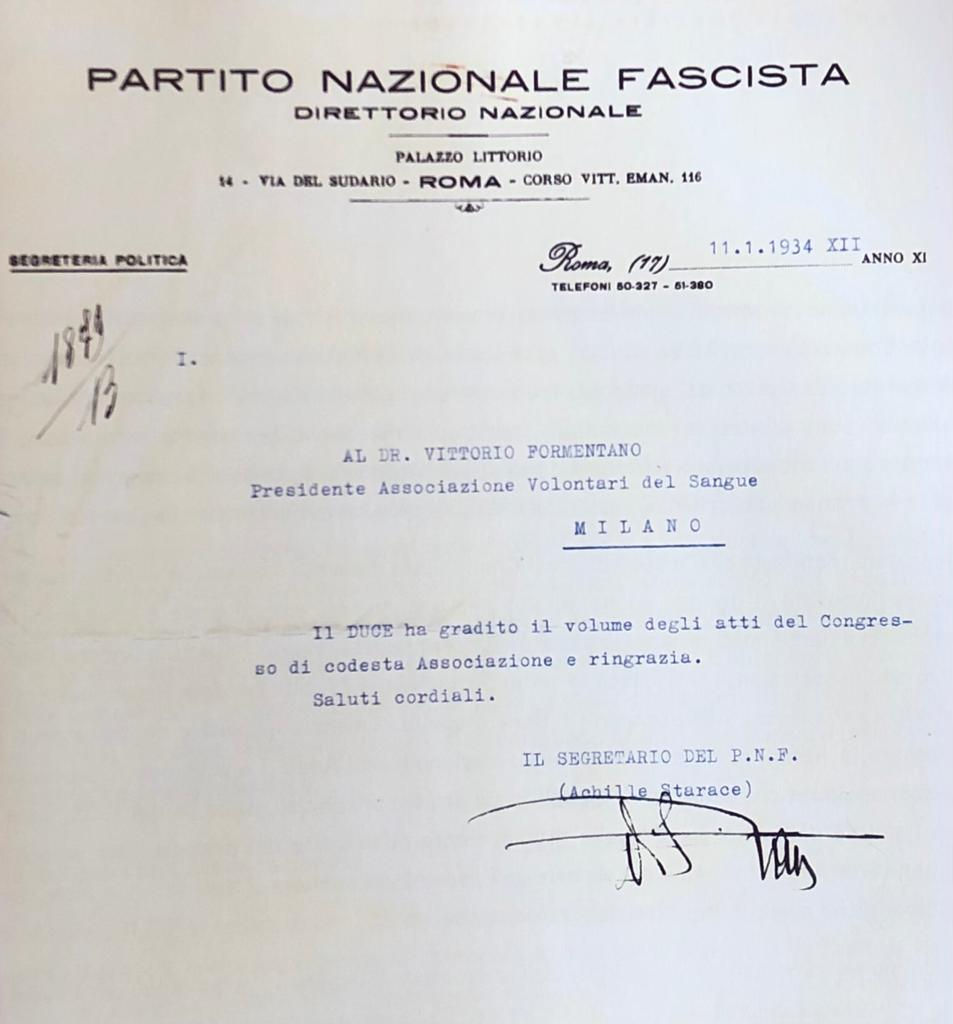
Una lettera del Partito Nazionale Fascista firmata da Achille Starace spedita al Presidente dell'AVIS Vittorio Formentano.

Nel 1932 il governo offre il suo appoggio all'AVIS, chiedendo però di aggiungere alla denominazione associativa l'attributo di "organizzazione fascista". Formentano si reca dunque a Roma per far presente a Mussolini il carattere umanitario e di mutuo soccorso dell'AVIS, con nessuna intenzione avversa al governo. A colloquio Mussolini riconosce l'autonomia dell'associazione, imponendo tuttavia delle modifiche allo statuto. L'AVIS inizia quindi, per portare avanti i suoi compiti istituzionali, a convivere con il sistema instaurato dalla dittatura e accertarne le imposizioni.
Dal 1927 al 1939, ossia fino a quando la Direzione Nazionale della Sanità utilizza i laboratori provinciali, Formentano vuole che presso l’Associazione vengano effettuati tutti i controlli medici e gli esami di laboratorio di cui i donatori necessitano. A Roma si costituisce un Ispettorato nazionale del servizio del sangue: "Venni a conoscenza - racconta il fondatore in un suo scritto – che il Ministero degli Interni era intenzionato a istituire un ispettore nazionale del servizio del sangue. Allora, per il bene dell’Avis, feci sapere tramite conoscenze di essere disponibile ad assumere tale incarico. Cosa succederebbe se quell’incarico fosse affidato a un gerarca privo di competenza? Roma non si lasciò sfuggire l’occasione: avevano bisogno di qualcuno, e sapevano bene che io avrei potuto svolgere quel compito".
Il nuovo incarico permette all’Associazione di continuare ad avvalersi della straordinaria esperienza del suo fondatore, ma non solo: nella nuova veste ministeriale, con l’autorità ufficialmente riconosciuta dal governo, Formentano rappresenta una garanzia di sopravvivenza per AVIS. Prima di ogni ispezione ministeriale, infatti, si fa in modo di avvisare per tempo, sostenendo di fatto la resistenza silenziosa dentro la nuova struttura centralizzata. Un esempio significativo del ruolo dell’ispettorato ministeriale è quanto accadde a Cremona il 3 ottobre 1939. Formentano scrive a Danzio Cesura, fondatore della sezione locale, una lettera riservata, comunicando che era in programma un sopralluogo al loro comitato e quindi di tenersi preparato. Il sopralluogo, avvenuto il 18 Novembre, si conclude con una lettera di elogio all'Associazione cremonese.
La saggezza e la dedizione di Formentano, dunque, seppur giungendo a compromessi, riescono ad assicurare all'Associazione la possibilità di proseguire le attività in osservanza dei principi fondamentali di uguaglianza.

## Il contributo di Vittorio Formentano allo sviluppo della Medicina Trasfusionale italiana
Il contributo di Formentano è stato di fondamentale importanza per la nascita e per lo sviluppo dei Servizi Trasfusionali (inizialmente indicati con il nome di Emoteche). La sua attività in campo trasfusionale si può dividere in due momenti differenti; il primo va dalla fondazione dell’AVIS (1927) alla fine della seconda guerra mondiale, periodo in cui le donazioni avvenivano con la cosiddetta modalità diretta, mentre il secondo si espande nei primi decenni seguenti al conflitto, nella modalità indiretta.
Il ruolo di Formentano si dimostra di primaria importanza. La sua intuizione è quella di riconoscere che la necessità non fosse solo quella di cercare donatori, ma anche quella di creare strutture in grado di accogliere, conservare e distribuire il sangue. Nel primo momento considerato, vengono fondate con l’attivo contributo di Formentano numerose sedi AVIS, che hanno consentito di creare l’odierna rete trasfusionale italiana. Il secondo momento invece vede la nascita, in Italia, dei Centri trasfusionali propriamente detti. La prima struttura in Italia adibita alla trasfusione è stata la Banca del Sangue e del Plasma della Città di Torino, nata nel 1947 per opera di Massimo Max Strumia, noto scienziato italiano. Egli porta poi avanti anche un’altra battaglia; i servizi trasfusionali di molti paesi, tra cui Paesi Bassi, Svizzera, Lussemburgo e Finlandia, erano affidati alla gestione delle singole Croci Rosse nazionali. Anche in Italia era stato fatto un tentativo del genere, al quale però Vittorio Formentano si oppone attivamente per far si che le strutture vengano gestite da servizi come AVIS o dalle Amministrazioni ospedaliere. Non solo la battaglia va a buon fine, si conclude addirittura con il riconoscimento giuridico dell’Associazione, sancito con la legge 49 del 20.2.1950, fino all’inclusione dell’AVIS nelle Organizzazioni Non Lucrative di Utilità Sociale (ONLUS), secondo le caratteristiche stabilite dal DL 4.12.1997 n°460.
Sotto la guida di Formentano nascono nei successivi anni numerose strutture trasfusionali, tra cui il centro AVIS di Bergamo, il quale si specializza nello studio del sistema HLA e dove avviene la scoperta di un antigene allora sconosciuto. Indubbiamente però, il centro di maggior importanza nato sotto l’egida di Formentano, è stato il Centro Tecnico Scientifico per la Trasfusione del Sangue di Torino. Non si può certamente sorvolare sulla fondazione della Casa del Volontario, nata a Milano nel 1954, la quale ha ottenuto la qualificazione come Centro di Produzione Emoderivati, etichetta che indica, secondo la legge 592/67,  la struttura trasfusionale di maggior prestigio.